# Адмонт
Адмонт (нем. Admont) — окружной центр в Австрии, в федеральной земле Штирия. 
Входит в состав округа Лицен.  Население составляет 2694 человека (на 31 декабря 2005 года). Занимает площадь 75,96 км². 

## Политическая ситуация
Бургомистр коммуны — Гюнтер Пош (АНП) по результатам выборов 2005 года.
Совет представителей коммуны (нем. Gemeinderat) состоит из 15 мест.
- СДПА занимает 9 мест.

## Фотогалерея
- Адмонт в 1840 году